# うさぎ座
うさぎ座（）は、現代の88星座の1つで、プトレマイオスの48星座の1つ。ウサギをモチーフとしており、オリオン座に狩りの場面を演出するためにオリオン座の南側に作られたと考えられている。

## 主な天体

### 恒星
2023年11月現在、国際天文学連合 (IAU) によって2個の恒星に固有名が認証されている。
- α星：見かけの明るさ2.57 等、スペクトル型 F0Ib の超巨星で、3等星[10]。うさぎ座で最も明るく見える恒星。A星には、アラビア語で「ウサギ」を意味する言葉に由来する[11]「アルネブ[12] (Arneb[9])」という固有名が認証されている。
- β星：太陽系から約156 光年の距離にある、見かけの明るさ2.84 等、スペクトル型 G5II-IIIa: の赤色巨星で、3等星[13]。うさぎ座で2番目に明るく見える。約2.5″離れた位置に見える7.5 等のB星と連星系を成しているとされる[14]。A星には、アラビア語で「のどの乾きを癒し始めたラクダたち」という言葉に由来する「ニハル[12] (Nihal[9])」という固有名が認証されている。これは、かつてアラビアで α・β・γ・δ の4星で描く四辺形を「アル・ニハル」と呼んだことに由来する[11]。

その他に以下の恒星が知られている。
- γ星：太陽系から約29 光年の距離にある、見かけの明るさ3.60 等、スペクトル型 F6V のF型主系列星で、4等星[15]。96″離れた位置に見える6等星のB星とともにおおぐま座運動星団に属しており、どちらも10億歳未満と見られている[16]。
- ε星：太陽系から約209 光年の距離にある、見かけの明るさ3.18 等、スペクトル型 K4III の赤色巨星で、3等星[17]。
- ζ星：太陽系から約73 光年の距離にある、見かけの明るさ3.525 等、スペクトル型 A2IV-V(n) のA型主系列星で、4等星[18]。大きな赤外超過の存在から周囲に星周円盤があることが予測されており[19]、2007年にはチリのジェミニ南望遠鏡からの観測で、恒星から3 天文単位前後の位置に分布する星周円盤が直接観測された[19][20]。
- η星：太陽系から約49 光年の距離にある、見かけの明るさ3.72 等、スペクトル型 F2V のF型主系列星で、4等星[21]。2009年、NASAの赤外線宇宙望遠鏡スピッツァーにより赤外超過が観測されたことから、星周円盤の存在が推測されている[22]。
- μ星：太陽系から約170 光年の距離にある、見かけの明るさ3.29 等、スペクトル型 B9IV:HgMn の準巨星で、3等星[23]。化学特異星のグループの1つ「水銀・マンガン星」に分類されている[23][24]。
- R星：太陽系から約1,488 光年の距離にある、炭素星に分類される赤色巨星でミラ型変光星[25]。427.07 日の周期で5.5 等から11.7 等の範囲で明るさを変える[26]。発見者のイギリスの天文学者ジョン・ハインドにちなんで「（ハインドの）クリムゾンスター[27] (Hind's Crimson Star[28][29])」と呼ばれる。
- T星：太陽系から約1,060 光年の距離にある[30]、見かけの明るさ7.40 等、スペクトル型M6e-M9e のミラ型変光星[31]。368.13 日の周期で7.4 等から14.3 等の範囲で明るさを変える[31]。中小質量星が恒星進化の後期に迎えるステージ「漸近巨星分枝 (asymptotic giant branch, AGB)」の最終段階である、水酸基ラジカル (OH) のメーザーを放出して赤外線領域 (IR) で明るい「OH/IR星」に分類されている[32]。

### 星団・星雲・銀河
- M79：太陽系から約4万2000 光年の距離にある球状星団[33]。1780年10月26日にフランスの天文学者ピエール・メシャンが発見した[34]。
- IC 418：太陽系から約4,440 光年の距離にある惑星状星雲[35]。内部にスピログラフで描いたような模様が見えることから「スピログラフ星雲 (英: Spirograph Nebula)」という通称で呼ばれることもある[36][37]。

- 2023年11月に公表された、アタカマ大型ミリ波サブミリ波干渉計 (ALMA) によるうさぎ座R星の撮像。最高観測周波数バンド10受信機と最長基線長16 キロメートルのアンテナ配列により、ALMAの運用開始以来最高の解像度である5ミリ秒角での撮像に成功した[38]。
- 2009年、ヨーロッパ南天天文台 (ESO) の超大型望遠鏡VLTを用いた超長基線電波干渉法によって撮像されたうさぎ座T星。太陽-地球の公転軌道と比較しているが、撮像当時はうさぎ座T星までの距離は約500 光年と推定されていたため、実際にはこの比較以上に巨大な構造となっている。
- ハッブル宇宙望遠鏡 (HST) の広視野惑星カメラ2 (WFPC2) で1995年と1997年に撮影されたデータから合成された球状星団M79の画像。
- HST の WFPC2 で1999年2月と9月に撮影されたデータから合成された惑星状星雲IC 418の擬似カラー画像。赤は電離した窒素、緑は水素、青は電離した酸素からの放射を示している。

## 由来と歴史

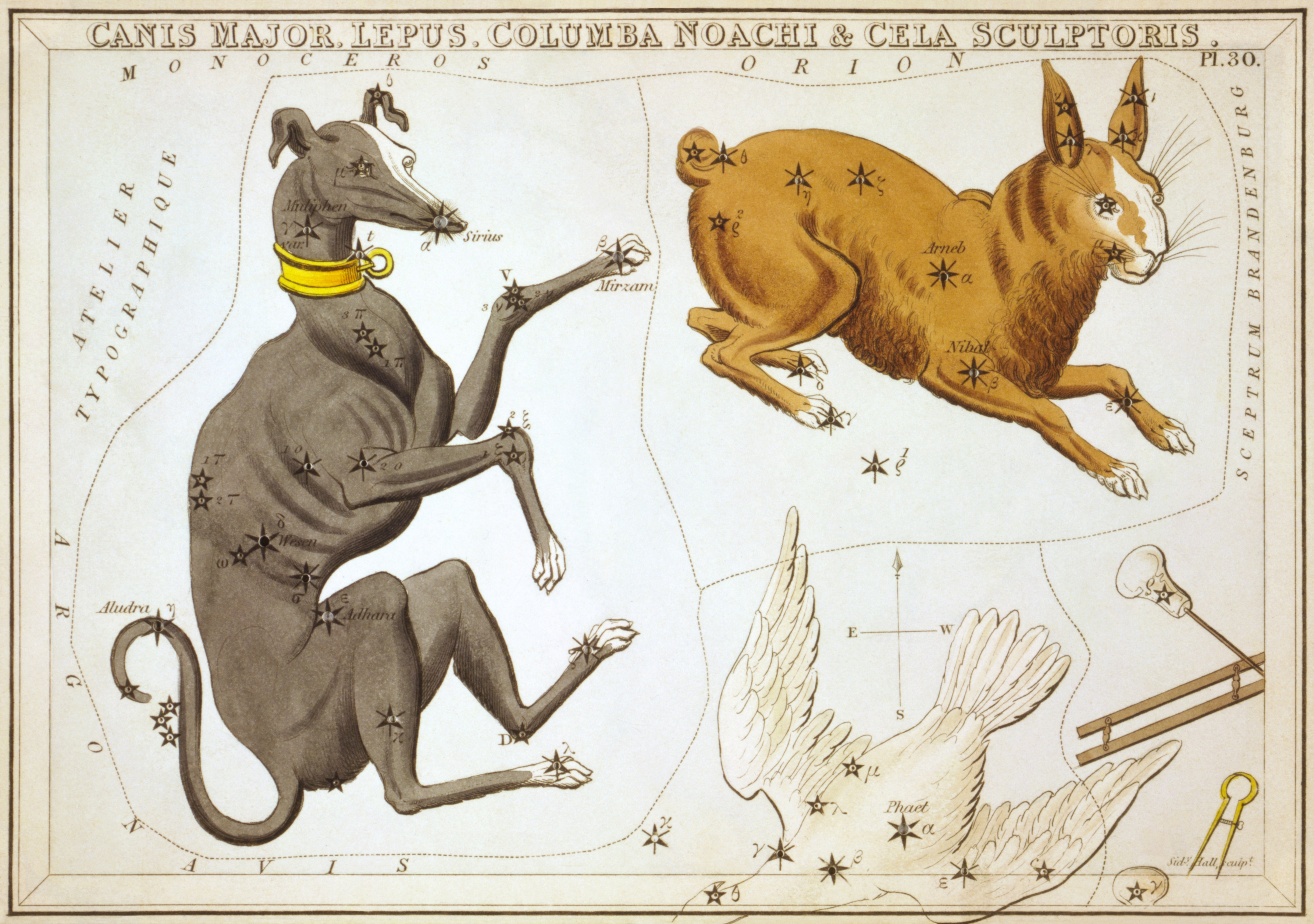
『ウラニアの鏡』に描かれたうさぎ座（右上）

バビロニアの星座にウサギをモチーフとしたものがないことから、うさぎ座はギリシア起源の星座であると考えられている。紀元前3世紀後半の天文学者エラトステネースの天文書『カタステリスモイ (古希: Καταστερισμοί)』や1世紀初頭の古代ローマの著作家ガイウス・ユリウス・ヒュギーヌスの『天文詩 (羅: De Astronomica)』では、狩りの場面を演出するためにオーリーオーンとその猟犬に充てがう適当な獲物として考案されたものとしている。
うさぎ座に属する星の数は、エラトステネースの『カタステリスモイ』やヒュギーヌスの『天文詩』では7個、帝政ローマ期のクラウディオス・プトレマイオスの天文書『ヘー・メガレー・スュンタクスィス・テース・アストロノミアース (古希: ἡ Μεγάλη Σύνταξις τῆς Ἀστρονομίας)』、いわゆる『アルマゲスト』では12個とされた。大きく時を下った17世紀初頭の1603年にドイツの法律家ヨハン・バイエルが編纂した星図『ウラノメトリア』では、α からν までのギリシャ文字13個の符号を用いて星を示している。

### 中東
オーストリアのアッシリア学者ヘルマン・フンガーとアメリカの数理天文学・古典学者のデイヴィッド・ピングリー (David Pingree) が解読した、紀元前500年頃のメソポタミアの粘土板文書『ムル・アピン (MUL.APIN)』に記された星や星座の記録によると、今のうさぎ座の領域の星々は「雄鶏」と呼ばれていたとされる。エジプト デンデラのハトホル神殿で発見された紀元前50年頃の天体図でも同じく「雄鶏」とされている。

### 中国

Imperial Encyclopaedia - Borders - pic010 - 參宿圖

ドイツ人宣教師イグナーツ・ケーグラー（戴進賢）らが編纂し、清朝乾隆帝治世の1752年に完成・奏進された星表『欽定儀象考成』では、うさぎ座の星は二十八宿の西方白虎七宿の第五宿「畢宿」と第七宿「参宿」に配された。畢宿では、1番星がエリダヌス座の8星とともに天子直属の軍の軍旗を表す星官「九斿」に配された。α・β・γ・δ の4星が「トイレ」を意味する星官「厠」に、ε・μ の2星が「屏風」を意味する星官「屏」に、ι・κ・λ・ν の4星が「軍の井戸」を意味する星官「軍井」に、それぞれ配された。

## 神話
紀元前3世紀前半のマケドニアの詩人アラートスの詩篇『パイノメナ (古希: Φαινόμενα)』では、オーリーオーンの足元でシリウスに追われるウサギであるとしている。エラトステネースの天文書『カタステリスモイ』では、その脚の速さを称えたヘルメスによって星々の間に置かれた」とする話を伝えている。
ヒュギーヌスの『天文詩』では以下の話を伝えている。ドデカネス諸島のレロス島にはウサギがいなかった。あるとき、ウサギに興味を持った少年が海外から妊娠したメスのウサギを連れてきて出産するまで世話をした。ウサギが生まれると、多くの島民も興味を持ち、購入したり贈答品としてもらったりした。やがてウサギは島全体に広がり、作物は打撃を受け、人々は飢餓に苦しむこととなった。そこで島の人々はウサギを撲滅した。のちに「人生において一時の喜びよりも大きな苦痛を伴わないことのほうがはるかに望ましい」という戒めとして、ウサギの姿を星座とした。

## 呼称と方言
世界で共通して使用されるラテン語の学名は Lepus、日本語の学術用語としては「うさぎ」とそれぞれ正式に定められている。現代の中国では、天兔座（天兎座）と呼ばれている。
明治初期の1874年（明治7年）に文部省より出版された関藤成緒の天文書『星学捷径』で「レプス」という読みと「兎」という解説が紹介された。また、1879年（明治12年）にノーマン・ロッキャーの著書『Elements of Astronomy』を訳して刊行された『洛氏天文学』では「レピュス」と紹介された。30年ほど時代を下った明治後期には「兎」と呼ばれていたことが、1908年（明治41年）7月に刊行された日本天文学会の会報『天文月報』の第1巻1号に掲載された「四月の天」と題した記事で確認できる。この訳名は、東京天文台の編集により1925年（大正14年）に初版が刊行された『理科年表』にも「兎（うさぎ）」として引き継がれ、以降継続して「兎」が使われた。1952年（昭和27年）7月に日本天文学会が「星座名はひらがなまたはカタカナで表記する」とした際に Lepus の日本語名は「うさぎ」とされ、以降も継続して用いられている。